# Bandon (Oregon)
Bandon é uma cidade localizada no estado norte-americano de Oregon, no Condado de Coos.

## Demografia
Segundo o censo norte-americano de 2000, a sua população era de 2833 habitantes. 
Em 2006, foi estimada uma população de 2901, um aumento de 68 (2.4%).

## Geografia
De acordo com o United States Census Bureau tem uma área de 
8,0 km², dos quais 7,1 km² cobertos por terra e 0,9 km² cobertos por água. Bandon localiza-se a aproximadamente 31 m acima do nível do mar.

## Localidades na vizinhança
O diagrama seguinte representa as localidades num raio de 32 km ao redor de Bandon. 